# 伦诺克斯·考伊
伦诺克斯·劳克伦·考伊，FRS（英語：Lennox Lauchlan Cowie，1950年10月18日—），出生于杰德堡，苏格兰天文学家，夏威夷大学天文研究所教授。